# Стела «Город воинской славы» (Анапа)
Памятник-стела «Город воинской славы» был открыт 8 мая 2013 года в городе-курорте Анапа на перекрёстке улиц Ленина и Крепостной. Стела установлена в память о присвоении Анапе почётного звания «Город воинской славы».

## История
В соответствии с «Положением об условиях и порядке присвоения почётного звания Российской Федерации „Город воинской славы“», которое было утверждено Указом Президента РФ Владимира Владимировича Путина от 1 декабря 2006 года № 1340, в каждом городе, удостоенном почётного звания «Город воинской славы», устанавливается стела, посвященная этому событию. Анапа была удостоена этого высокого звания 5 мая 2011 года Указом Президента РФ Дмитрия Анатольевича Медведева № 586. О присвоении Анапе этого звания ходатайствовал Совет ветеранов войны, труда, Вооруженных Сил и правоохранительных органов. Торжественная церемония вручения грамоты о присвоении городу почётного звания состоялась 22 июня 2011 года.
На сайте администрации города-курорта по поводу присвоения звания была приведена такая поясняющая информация:
«Ратная история Анапы уходит корнями в далекое прошлое – во времена, когда на месте нынешнего курорта располагалась турецкая крепость. Именно она стала важнейшим стратегическим, политическим и опорным пунктом, который превратился в настоящий камень преткновения двух держав — борьбы России с Османской империей. 5 раз в течение более 40 лет русские войска отправлялись на штурм крепости, более 12 тысяч воинов полегло под её стенами. И только на 6-й раз крепость окончательно покорилась русским.
В 1942 году Анапа была оккупирована немецко-фашистскими захватчиками, и целый год город переживал все ужасы неволи. В дни оккупации в лесах вблизи станицы Гостагаевской и поселка Сукко действовали партизанские отряды. На анапской земле совершали подвиги воины Красной Армии и моряки-черноморцы. Свой бессмертный подвиг на анапской земле совершил легендарный капитан, Герой Советского Союза Дмитрий Калинин, которого враги похоронили со всеми воинскими почестями, и Герой Советского Союза Сурен Аракелян, повторивший подвиг Александра Матросова.
Советские войска освободили курорт 21 сентября 1943 года, при этом ожесточенные бои за территорию города шли в море, на суше и в небе.
В настоящее время на курорте трепетно и с большим уважением относятся к истории города, ведется активная военно-патриотическая работа, бережно охраняются памятники. В прошлом году в Анапе были отреставрированы все памятники военной истории, регулярно проводятся встречи ветеранов войны с молодежью и школьниками».
Право на выполнение работ по изготовлению и установке стелы «Город воинской славы Анапа», на основании проведённого конкурса, получило предприятие ООО «ВИП сервис-проект».
Строительство было начато 3 августа 2012 года. Площадь участка строительства составляла 818 квадратных метров, высота стелы 14,6 метров.
Торжественное открытие стелы состоялось 8 мая 2013 года. На торжественном мероприятии по поводу открытия выступали: глава города-курорта Анапа Сергей Сергеев, председатель городского совета Леонид Кочетов, депутаты Законодательного Собрания Краснодарского края и Совета города-курорта Анапа.
28 августа 2014 года поступила в обращение почтовая марка, а 9 октября 2014 года в обращение была выпущена памятная монета «Города воинской славы Анапа» номиналом 10 рублей. Исторические события, связанные с присвоением городу почётного звания, отражены в экспозиции Анапского музея, где хранится ещё один символ — Меч Победы, вручённый Анапе, как и другим городам воинской славы, 9 июня 2022 года в зале Славы Музея Победы в парке Победы на Поклонной горе в Москве. Изготовленный в Златоусте меч покрыт золотом высшей 999,9 пробы и инкрустирован уральскими самоцветами — гранатами, символизирующими пролитую кровь, и голубыми топазами, которые считаются символом мира. Длина мечей составляет 1,2 метра, вес — более пяти килограммов. На клинке, украшенном растительным орнаментом, высечены знаменитые слова князя Александра Невского: «Кто с мечом к нам придет, тот от меча и погибнет». Ранее, в апреле 2015 года, аналогичные Мечи Победы были переданы на вечное хранение городам-героям. Площадь со стелой стала местом проведения торжественных мероприятий, в том числе посвящённых Дню города, дням воинской славы России, Дню защитника Отечества и Дню Победы.

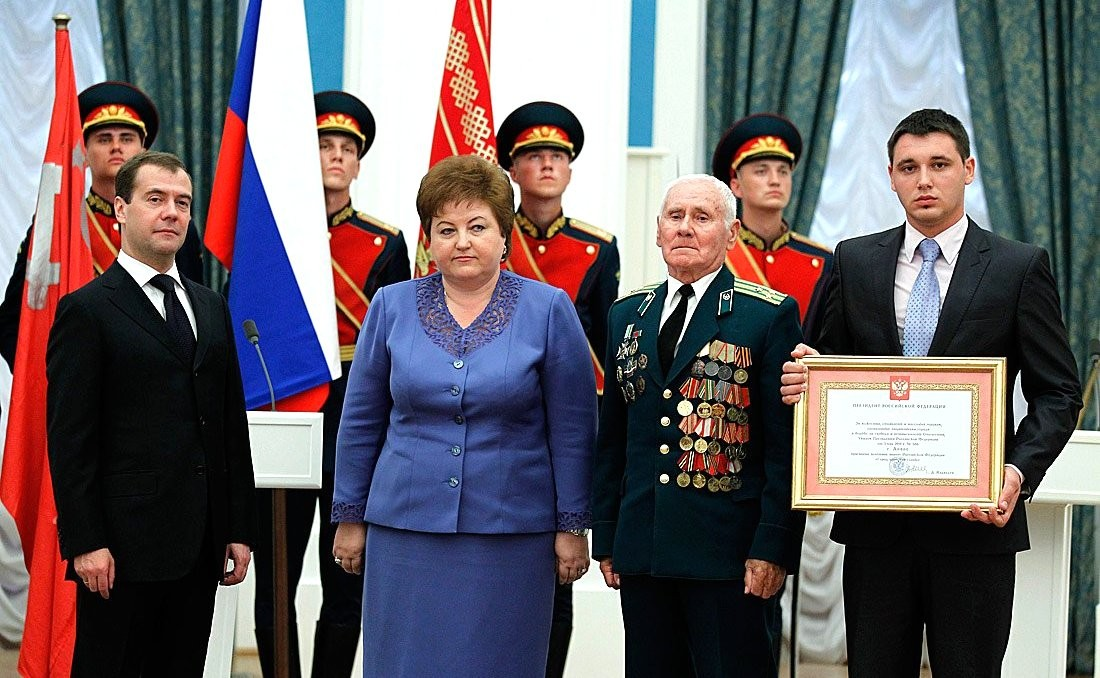
Вручение президентом делегации Анапы во главе с Т. Н. Евсиковой грамоты о присвоении почётного звания
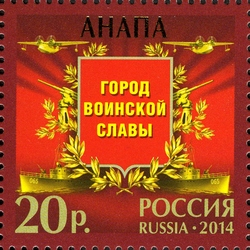
Памятная марка, посвящённая городу воинской славы
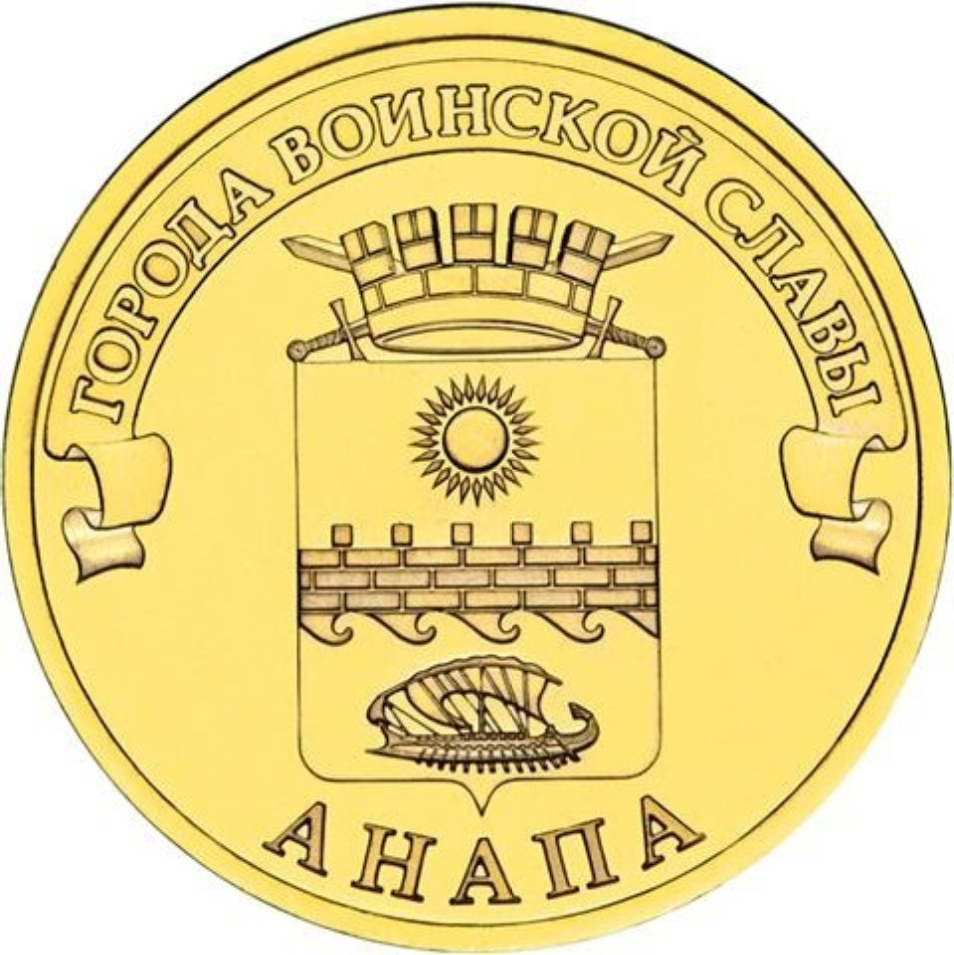
Изображение герба города воинской славы на монете

## Описание и изображения
Архитектурно-скульптурное решение памятной стелы «Город воинской славы» утверждено Российским организационным комитетом «Победа» по результатам открытого всероссийского конкурса, в котором победил проект авторского коллектива в составе: Заслуженный архитектор России, действительный член Международной академии архитектуры И. Н. Воскресенский, архитекторы Г. А. Ишкильдина, В. В. Перфильев, Заслуженный художник России, член-корреспондент Российской академии художеств, скульптор С. А. Щербаков.
Стела «Город воинской славы Анапа» представляет собой колонну, изготовленную из гранита, выполненную в стиле дорического ордера, увенчанную позолоченным гербом России, установленную на постаменте в центре квадратной мощёной площадки, на которой по периметру расположены лавочки и строенные декоративные фонари. Колонны на высоком пьедестале подобного типа есть также в Архангельске, Волоколамске, Ломоносове, Малоярославце и Петропавловске-Камчатском.
На передней стороне основания колонны расположен картуш с текстом указа Президента РФ о присвоении Анапе высокого и почётного звания «Город воинской славы».
На обратной стороне основания — изображение герба города-курорта Анапа, расположенное на картуше.
По четырём сторонам нижнего основания колонны установлены четыре рельеф-панно со скульптурными барельефами. Барельефы по тематике разделены на два исторических периода, которые отражают героические события крепости и города Анапы во времена Русско-турецких войн и Великой Отечественной войны. Для рельеф-панно выбраны следующие исторические события: подвиг майора Витязя 18 августа 1809 года, взятие крепости Анапа русскими войсками 12 июня 1828 года, зимнее-весенние десанты 1943 года в пригородах Анапы и освобождение Анапы от фашистских захватчиков 21 сентября 1943 года.
|                   |  |                 |  |                               |  |                                      |
| Вид стелы спереди |  | Вид стелы сзади |  | Картуш с Указом Президента РФ |  | Картуш с гербом города-курорта Анапа |

|                                 |  |                                  |  |                                              |  |                                                         |
| Барельеф «Подвиг майора Витязя» |  | Барельеф «Взятие крепости Анапа» |  | Барельеф «Морские десанты в 1942—1943 годах» |  | Барельеф «Освобождение Анапы от фашистских захватчиков» |